# Protva
Protva (rusky Протва) je řeka v Moskevské a v Kalužské oblasti v Rusku. Je dlouhá 282 km. Plocha povodí měří 4 620 km².

## Průběh toku
Pramení v Moskevské oblasti. Ústí zleva do Oky (povodí Volhy).

### Přítoky
Hlavním přítokem je Luža.

## Vodní režim
Zdroj vody je převážně sněhový. Průměrný roční průtok vody činí přibližně 25 m³/s, maximální 800 m³/s a minimální 5 až 6 m³/s. Zamrzá na začátku prosince a rozmrzá v dubnu.

## Využití
Na řece leží města Vereja, Borovsk a Obninsk.